# Аршин
Арши́н (походить з тюркських мов, пор. осман. آرشون/آرشین, аршин, аршун, де сходить до перс. äräš — «лікоть») — давня одиниця довжини.
Вживали в Російські імперії, Афганістані, Ірані, Туреччині, Болгарії, Югославії і мала різні значення в межах від 66 до 106,6 см.
В Русі в XVI—XVII століттях 1 аршин = 27 дюймів, з XVIII століття 1 аршин = 28 дюймів (71,12 см).
В українській літературі аршин згаданий в поемі Івана Котляревського «Енеїда»:
Послів ввели к царю з пихою,
Як водилося у латин;
Несли подарки пред собою:
Пиріг завдовжки із аршин
та у Миколи Гоголя[ Ніч проти Різдва ]:
"Канцеляриста та волосний писар позаторік понабирали китайки синьої по шість гривень за аршин."
Після запровадження метричної системи мір аршин вийшов з ужитку.